# Weyl (Mondkrater)

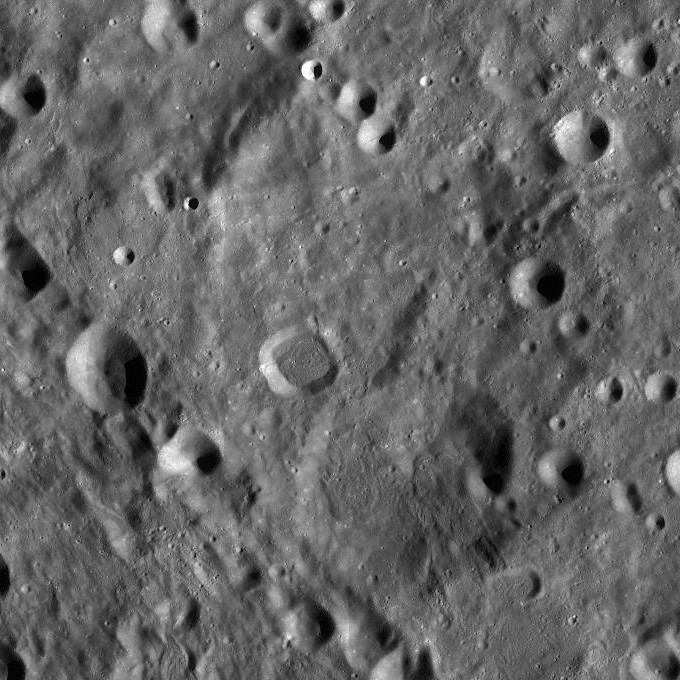
Weyl Krater

Weyl ist ein Mondkrater auf der Mondrückseite.